# Gonzalo Torrente Ballester
Pour les articles homonymes, voir Ballester.
 (mars 2017).
Si vous disposez d'ouvrages ou d'articles de référence ou si vous connaissez des sites web de qualité traitant du thème abordé ici, merci de compléter l'article en donnant les références utiles à sa vérifiabilité et en les liant à la section « Notes et références ».
Œuvres principales
- Les Délices et les Ombres (1957-1962)
- L'Île des jacinthes coupées (1980)
- Le Roi ébahi : chronique : scherzo en roi majeur, allegro ma non troppo (1989)

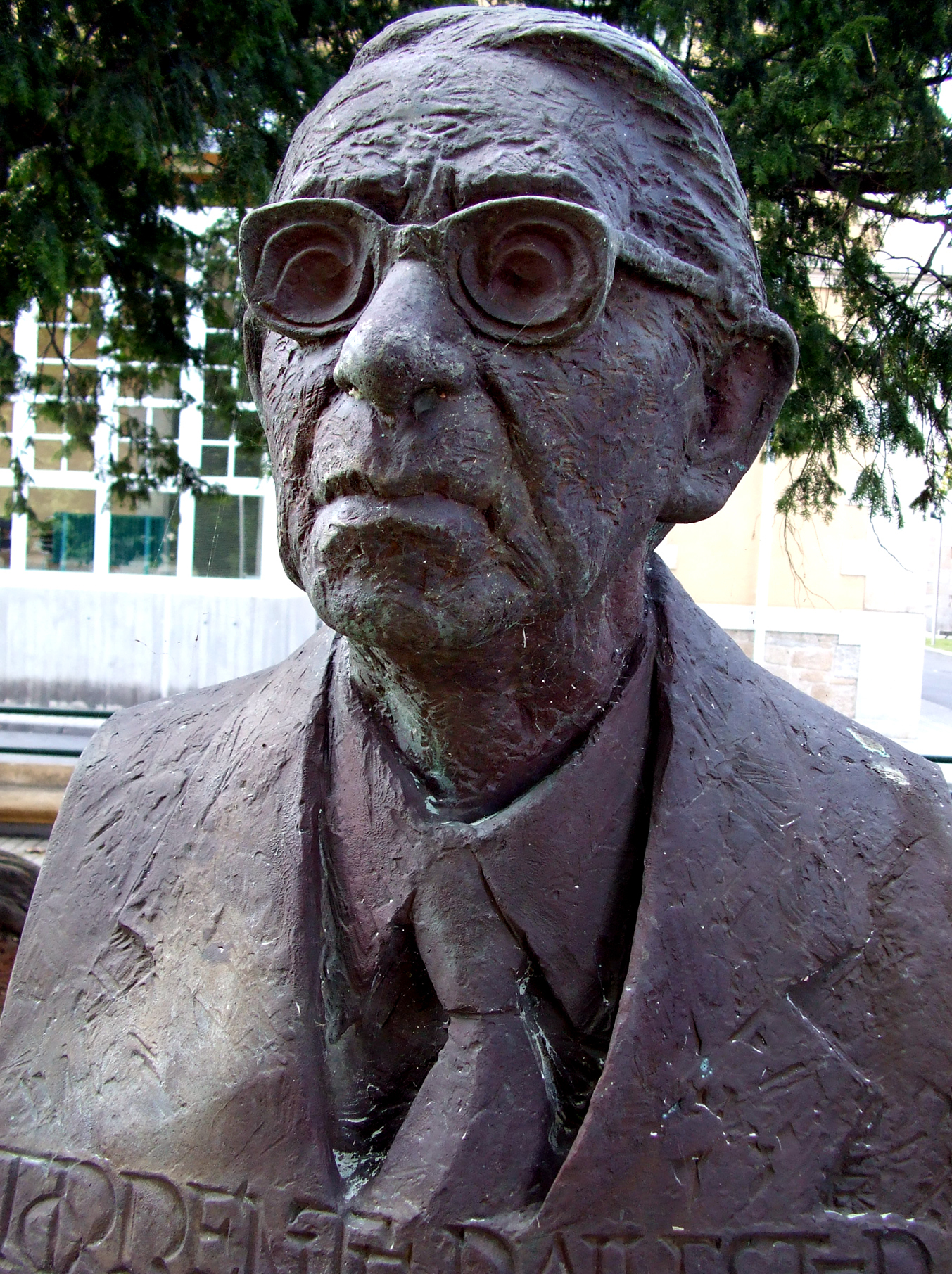
Buste de Gonzalo Torrente Ballester érigé dans son village natal.

Gonzalo Torrente Ballester (né le 13 juin 1910 à Ferrol et mort le 27 janvier 1999 à Salamanque) est un professeur, écrivain, journaliste, dramaturge, scénariste, traducteur et critique dramatique espagnol appartenant à la génération de 36.
Il reçoit le prix national de narration en 1981 pour L'Île des jacinthes coupées (La isla de los jacintos cortados) et, pour l'ensemble de son œuvre, le prix Princesse des Asturies en 1982 et le prix Cervantes en 1985.

## Biographie
Gonzalo Torrente Ballester est né le 13 juin 1910 dans le village de Serantes, à Ferrol en Galice. Il passe son enfance dans son village natal, mais doit faire ses études secondaires à La Corogne, comme étudiant libre. En 1921, sa myopie lui évite d'entreprendre une carrière militaire dans la marine, comme son père. L'année suivante meurt son grand-père Eladio, un homme qui a grandement influencé sa formation ; le futur écrivain se console par la lecture. En 1926, il s'inscrit à l'université de Saint-Jacques-de-Compostelle, brûle ses écrits de jeunesse et se met à lire Friedrich Nietzsche et Oswald Spengler, mais déménage pour des raisons familiales à Oviedo, où il étudie le droit à l'université d'Oviedo, tout en ayant ses premiers contacts avec l'avant-garde littéraire.
Il amorce sa carrière journalistique au Diario El Carbayón d'Oviedo. En 1928, il s'installe à Vigo, où il a assez de temps libre pour lire James Joyce, Marcel Proust, Miguel de Unamuno et Jose Ortega y Gasset. Il déménage à Madrid en 1929. Là, il fréquente le groupe autour de Ramón María del Valle-Inclán et se lance dans des études de philosophie et de littérature. Il travaille aussi au journal anarchiste La Tierra, qui cesse de publier en 1930. Torrente Ballester réside quelques mois à Ferrol, puis, en 1931, avec sa famille, s'installe à Bueu, dans la province de Pontevedra, où il épouse, en 1932, Josefina Malvido. Il lit alors Edgar Allan Poe, Charles Baudelaire et Stéphane Mallarmé.
Après un séjour à Valence, il retourne en Galice à cause de l'asthme dont souffre son épouse. En 1933, le couple vit à Ferrol ; Torrente Ballester enseigne la grammaire, le latin et l'histoire jusqu'à 16 heures par jour. Il s'inscrit de nouveau à la Faculté des arts de l'université de Saint-Jacques-de-Compostelle et rejoint au cercle politique du nationalisme galicien. En 1935, il décroche son diplôme en histoire et devient secrétaire local du parti galicien. En 1936, il est nommé professeur adjoint en histoire à l'université de Saint-Jacques-de-Compostelle. Entre 1934 et 1938 naissent ses quatre premiers enfants.
Avant le déclenchement de la guerre civile espagnole, il se rend à Paris avec l'intention de terminer sa thèse de doctorat, mais est surpris par le coup d'État du 18 juillet 1936. Après quelques hésitations, il rentre avec sa famille en Espagne au mois d'octobre. Dans l'autobus qui le ramène chez lui, il voit sur le bord des routes les cadavres des victimes de la répression. Peu après son retour, il rejoint la Phalange du général Franco. En 1937, il rencontre à Pampelune des intellectuels phalangistes, dont Luis Rosales, et publie un essai sur le théâtre dans la revue Jerarquía. Il collabore également au journal phalangiste Arriba España, édité à Pampelune par le propagandiste Fermín Yzurdiaga.
En 1938, il publie El viaje del joven Tobias, sa première pièce de théâtre. En 1939, il reprend son poste de professeur adjoint à l'université de Saint-Jacques-de-Compostelle et fait paraître El casamiento engañoso, une deuxième pièce de théâtre, suivie d'une autre, en 1941, intitulée Lope de Aguirre, qui est insérée dans la revue Vértice La même année, il participe à la fondation de la revue Escorial, avec les membres du groupe de Burgos. En 1942, il s'installe de nouveau à Ferrol, où il enseigne à l'institut Concepción Arenal. Il publie la même année República Barataria, sa quatrième pièce, dans un livre qui contient également des essais.
Il publie son premier roman, Javier Mariño, en 1943, mais le livre est interdit au bout d'une vingtaine de jours par la censure gouvernementale. En 1946, il publie la comédie El retorno de Ulises. Il traduit et préface les Elégies de Duino de Rainer Maria Rilke, en collaboration avec l'allemand Metchild von Hesse Podewils.
En 1947, il déménage à Madrid et est professeur d'histoire universelle à la Escuela de Guerra Naval jusqu'en 1962. Pendant son séjour madrilène, il commence son activité de critique dramatique pour la Radio Nacional de España. Il participe aussi à l'écriture des scénarios de Llegada de noche (1949), El cerco del diablo (1952), Rebeldía (1954) et, surtout, Déracinés (Surcos, 1951), quatre films réalisés par José Antonio Nieves Conde.
Il termine son roman La Princesa Durmiente va a la escuela en 1950, sans parvenir à trouver un éditeur. L'ouvrage ne paraîtra qu'en 1985. Il fait toutefois publier, mais sans grand succès, le roman Ifigenia en 1949 et la pièce de théâtre Atardecer de Longwood en 1950.
En 1957 paraît aux éditions Arión, Le seigneur arrive (El señor llega), qui remporte le prix du roman de la Fondation Juan March. Il s'agit du premier volume de la trilogie Les Délices et les Ombres (Los gozos y las sombras) qui comptera également les romans Au gré des vents (Donde da la vuelta el aire), paru en 1960, et Pâques amères (La Pascua triste), paru en 1962.
Sa femme meurt en janvier 1958, et peu après, en février, son père, Gonzalo Torrente Piñón. Afin d'oublier sa peine et travailler intensément sa trilogie, Torrente Ballester se rend à Majorque. En janvier 1960, il y rencontre Maria Fernanda Sanchez-Guisande Caamaño qu'il épouse en mai.
En 1962, il signe un manifeste pour la défense de la grève des mineurs asturiens, ce qui lui coûte son poste de professeur et sa chronique de théâtre à la radio. En 1963, la mauvaise réception de son roman Don Juan et son combat perpétuel contre la censure le contraignent à vivre de ses traductions.
Invité à enseigner à l'université d'État de New York à Albany en 1966, c'est aux États-Unis qu'il termine son roman Off-side (1968), écrit grâce à une subvention de la Fondation Juan March.
En 1970, sa mère meurt. Il rentre en Espagne et demande à pouvoir enseigner de nouveau, ce qui lui est accordé pour un poste à Madrid. En 1971, il retourne brièvement à Albany pour terminer son roman La Saga/fuga de J.B. (1972), qui reçoit le Prix de la critique et de la ville de Barcelone. En 1973, il enseigne à Vigo. Il est élu membre de l'Académie royale espagnole en 1975.
Installé à Salamanque, il enseigne à l'institut Torres Villarroel. Pendant les près de 25 ans où il vécut à Salamanque, il participe activement à la vie culturelle et littéraire de la ville universitaire. Sur la Plaza Mayor de Salamanque, une statue sera d'ailleurs élevée en son honneur après sa mort. En 1976, il est victime d'une crise cardiaque, mais poursuit néanmoins ses activités et continue à publier.
Le Prix national de littérature lui échoit en 1981 pour son roman L'Île des jacinthes coupées (''La isla de los jacintos cortados), paru en 1980. À cette époque, Ballester supervise en outre le scénario et la production de la série télévisée tirée de sa trilogie Les Délices et les Ombres, qui remporte, en 1982, un gros succès critique et public. Cette même année, il est lauréat du prix Prince des Asturies, ex aequo avec Miguel Delibes Setién.
En 1985, il reçoit le prix Miguel de Cervantes de littérature. Il reçoit un Doctorat Honoris Causa de l'Université de Salamanque en 1987 et, l'année suivante, le même honneur des universités de Saint-Jacques de Compostelle et de Dijon, en plus d'être lauréat de prix Planeta et fait chevalier honoraire des Arts et des Lettres de la République française.
Il subit une chirurgie de la cataracte en 1989, l'année même où paraît un de ses romans les plus connus Le Roi ébahi (Crónica del rey pasmado), dont il supervisera le scénario, écrit par son fils, pour le film Le Roi ébahi (1991), réalisé par Imanol Uribe, qui remporte huit prix Goya de l'Académie du cinéma espagnol.
À l'invitation de l'université de La Havane, il se rend à Cuba en 1992, reçoit un doctorat honoris causa, et rencontre Fidel Castro.
Prix Castilla y León de las Letras en 1995, il voyage au Luxembourg pour une réunion avec ses traducteurs français (Claude Breton), anglais (Colin Smith) et portugais (António Gonçalves).
Il se rend à la Fundación César Manrique à Lanzarote, en 1997, et en profite pour rendre visite à José Saramago, mais, à son retour, il doit être hospitalisé pendant deux semaines. Cette année-là paraît Les Années indécises (Los años indecisos), le dernier roman paru de son vivant.
Il meurt le 27 janvier 1999 à Salamanque.

## Œuvres

### Romans

#### TrilogieLes Délices et les Ombres
- Los gozos y las sombras (El señor llega, 1957 ; Donde da la vuelta el aire, 1960 ; La Pascua triste, 1962) - prix du roman de la Fondation Juan March Publié en français sous le titre Les Délices et les Ombres, traduit par Claude de Frayssinet, Arles Actes Sud, coll. « Lettres hispaniques », 1990 (3 vol. Le seigneur arrive, 390 p.  (ISBN 2-86869-491-8) ; Au gré des vents, 427 p.  (ISBN 2-86869-532-9) ; Pâques amères, 403 p.  (ISBN 2-86869-574-4)) ; réédition en un seul volume sous le titre Les Délices et les Ombres, Arles, Actes Sud, coll. « Thesaurus », 1998, 1098 p.  (ISBN 2-7427-1860-5)

### Autres romans
- Javier Mariño (1943)
- El golpe de estado de Guadalupe Limón (1946)
- Ifigenia (1949)
- Don Juan (1963) Publié en français sous le titre Don Juan, traduit par Eliane Lavaud, Dijon, Éd. de l'Aleï, coll. « En toutes lettres-fiction. Domaine hispanique », 1988, 378 p.  (ISBN 2-904614-42-7)
- Off-side (1968)
- La saga/fuga de J.B. (1972) - prix de la ville de Barcelone et de la Critique 1972 Publié en français sous le titre La Saga/fuga de J.B., traduit par Claude Bleton, Arles, Actes Sud, coll. « Lettres hispaniques », 1991, 621 p.  (ISBN 2-86869-648-1)
- Fragmentos de Apocalipsis (1977) - premio de la Crítica 1977 Publié en français sous le titre Fragments d'apocalypse, traduit par Claude Bleton, Arles, Actes Sud, coll. « Lettres hispaniques », 1993, 429 p.  (ISBN 2-86869-987-1)
- La isla de los jacintos cortados (1980) - Prix national de narration Publié en français sous le titre L'Île des jacinthes coupées, traduit par Claude Breton, Arles, Actes Sud, coll. « Lettres hispaniques », 1989, 388 p.  (ISBN 2-86869-283-4) ; réédition, Paris, Gallimard, coll. « Folio » no 2452, 1993  (ISBN 2-07-038593-0)
- Dafne y ensueños (1982) Publié en français sous le titre Dafné et les rêves, traduit par Claude Bleton, Actes Sud, coll. « Lettres hispaniques », Arles, 1997, 426 p.  (ISBN 2-7427-1538-X)
- Quizá nos lleve el viento al infinito (1984)
- La Princesa Durmiente va a la escuela (1985)
- La rosa de los vientos (1985)
- Yo no soy yo, evidentemente (1987)
- Filomeno, a mi pesar (1988) - prix Planeta Publié en français sous le titre Filomeno, malgré moi ! : mémoires d'un jeune homme dérangé, traduit par Jean-Marie Saint-Lu, Arles, Actes Sud, coll. « Lettres hispaniques », 1994, 477 p.  (ISBN 2-7427-0228-8)
- Crónica del rey pasmado (1989) Publié en français sous le titre Le Roi ébahi : chronique : scherzo en roi majeur, allegro ma non troppo, traduit par Claude Bleton, Arles, Actes Sud, coll. « Lettres hispaniques », 1991, 236 p.  (ISBN 2-86869-729-1) ; réédition, Paris, Gallimard, coll. « Folio » no 2565, 1994  (ISBN 2-07-038687-2)
- Las islas extraordinarias (1991)
- La muerte del decano (1992)
- El Hostal de los Dioses amables (1993)
- La novela de Pepe Ansúrez (1994) - prix Azorín Publié en français sous le titre Le Roman du rond-de-cuir, traduit par Claude Bleton, Arles, Actes Sud, coll. « Lettres hispaniques », 1996, 149 p.  (ISBN 2-7427-0667-4)
- La boda de Chon Recalde (1995) Publié en français sous le titre Les Filles du capitaine, traduit par Claude Bleton, Arles, Actes Sud, coll. « Lettres hispaniques », 1999, 197 p.  (ISBN 2-7427-2293-9)
- Los años indecisos (1997) Publié en français sous le titre Les Années indécises, traduit par Claude Bleton, Arles, Actes Sud, coll. « Lettres hispaniques », 2001, 211 p.  (ISBN 2-7427-3432-5)
- Doménica (1999), publication posthume

### Conte
- El cuento de sirena (1979) Publié en français sous le titre La Sirène, traduit par Claude Bleton, Arles, Actes Sud, coll. « Lettres hispaniques », 1992, 116 p.  (ISBN 2-86869-921-9)

### Théâtre
- El viaje del joven Tobías (1938)
- El casamiento engañoso (1939)
- Lope de Aguirre (1941)
- República Barataria (1942)
- El retorno de Ulises (1946)
- Atardecer de Longwood (1950)

### Articles de presse
- Cuadernos de La Romana (1975)
- Nuevos Cuadernos de La Romana (1977)
- Cotufas en el golfo (1986)
- Torre del aire (1993)
- Memorias de un inconformista (1997)

### Essais
- Panorama de la literatura española contemporánea (1956)
- Teatro español contemporáneo (1957)
- Siete ensayos y una farsa (1972)
- El Quijote como juego (1975)
- Cuadernos de un vate vago (1982)

### Journal
- Diarios de trabajo 1942-1947 (1982)

### Divers
- Compostela y su ángel (1948)
- Santiago de Rosalía Castro (1989)
- Lo mejor de Gonzalo Torrente Ballester (1989)
- Los mundos imaginarios (1994)

## Filmographie

### En tant que scénariste

#### Au cinéma
- 1949 : Llegada de moche, film espagnol réalisé par José Antonio Nieves Conde
- 1951 : Déracinés (Surcos), film espagnol réalisé par Jose Antonio Nieves Conde
- 1952 : El cerco del diablo, film espagnol réalisé par Jose Antonio Nieves Conde
- 1954 : Rebeldía, film espagnol réalisé par Jose Antonio Nieves Conde

#### À la télévision
- 1982 : Los gozos y las sombras, mini-série espagnole en 13 épisodes, réalisé par Rafael Moreno Alba, scénario de Torrente Ballester d'après sa trilogie romanesque éponyme

### Adaptation de ses œuvres

#### Au cinéma
- 1991 : Le Roi ébahi (El rey pasmado), film espagnol de Imanol Uribe, adaptation du roman Le Roi ébahi (Crónica del rey pasmado)

#### À la télévision
- 2002 : Todos somos Galicia, téléfilm espagnol